# How We Do It
"How We Do It" é uma canção do grupo pop global Now United, com a participação do rapper indiano Badshah, e com patrocínio da marca de refrigerantes Pepsi, lançada em 15 de dezembro de 2018. A canção foi disponibilizada nas plataformas digitais em 23 de setembro de 2019. Conta com os vocais de Any, Noah, Bailey, Diarra, Krystian, Sabina e Badshah.

## Videoclipe
O videoclipe foi lançado no dia 15 de dezembro de 2018, e gravado nas ruas de Mumbai, capital da Índia. Essa foi a primeira canção com lines do integrante da China, Krystian.

## Versão Solo
Durante apresentações posteriores, "How We Do It" tem os versos de Badshah retirados, sendo substituídos por pequenas frases em português, espanhol e mandarim, cantados por Any, Sabina e Krystian, devido à ausência do cantor nas apresentações do grupo.

## Histórico de lançamento
| Região | Data                   | Formato                    | Gravadora | Ref.￼ |
| ------ | ---------------------- | -------------------------- | --------- | ----- |
| Mundo  | 23 de setembro de 2019 | download digital streaming | XIX       | [ 5 ] |